# لويس تيج
لويس تيج (بالإنجليزية: Lewis Teague)‏ (و. 1938  م) هو مخرج أفلام، ومونتير، وممثل، ومصور سينمائي أمريكي، ولد في بروكلين.

## وصلات خارجية
- لويس تيج على موقع IMDb (الإنجليزية)
- لويس تيج على موقع ألو سيني (الفرنسية)
- لويس تيج على موقع أول موفي (الإنجليزية)
- لويس تيج على موقع قاعدة بيانات الأفلام السويدية (السويدية)
- لويس تيج على موقع إن إن دي بي (الإنجليزية)
- لويس تيج على موقع قاعدة بيانات الفيلم (الإنجليزية)
- لويس تيج على موقع كينوبويسك (الروسية)